# احمد الطیب
احمد محمد احمد الطیب (به عربی: أحمد محمد أحمد الطيب) (زادهٔ ۶ ژانویه ۱۹۴۶ میلادی) امام جماعت مسجد الازهر است که پس از فوت محمد سید طنطاوی در سال ۲۰۱۰ از طرف حسنی مبارک به این سمت برگزیده شد.